# Budimpeški vodni jamski sistem
Budimpeški vodni jamski sistem je v svetovnem merilu največji znani jamski sistem, ki ga polni termalna voda. Razprostira se pod madžarskim glavnim mestom Budimpešto, točneje pod zahodnim delom mesta, Budimom. Budimpeški sistem kraških jam s termalno vodo je že od leta 1993 kandidat za vpis na UNESCOv seznam naravne svetovne dediščine. Voda je v apnenčastih in dolomitnih kamninah pod Budimom ustvarila na desetine kilometrov rovov in preko 170 jam, izmed katerih so najbolj znane Pálvölgyi, Szemlőhegyi, Ferenc-hegy, Matyas-hegy, Molnár János in druge. V Budimpešti je sicer okrog 130 termalnih vrelcev (ene najbolj znanih toplic so v hotelu Gellért), obširnejše potapljaške raziskave pod mestom pa potekajo šele v zadnjih desetletjih. Tako je bilo leta 2008 v jamskem sistemu Molnár János odkrito termalno jezero, ki naj bi sodilo med največja podzemna termalna jezera na svetu. Temperatura vode v njem je med 20 in 27 °C.